# Chaetophthalmus alienus
Chaetophthalmus alienus är en tvåvingeart som beskrevs av Cantrell 1985. Chaetophthalmus alienus ingår i släktet Chaetophthalmus och familjen parasitflugor. Inga underarter finns listade i Catalogue of Life.